# سايبر تشيس
سايبر تشيس (بالإنجليزية: Cyberchase)‏ مسلسل رسوم متحركة أمريكي عرض لأول مره في 21 يناير 2002.

## وصلات خارجية
- سايبر تشيس على موقع IMDb (الإنجليزية)
- سايبر تشيس على موقع روتن توميتوز (الإنجليزية)
- سايبر تشيس على موقع نتفليكس (الإنجليزية)
- سايبر تشيس على موقع كينوبويسك (الروسية)
- سايبر تشيس على موقع ألو سيني (الفرنسية)
- سايبر تشيس على موقع قاعدة بيانات الفيلم (الإنجليزية)